# گورستان مخی ۱
گورستان مخی ۱ مربوط به دوره اشکانیان است و در شهرستان کنارک، بخش زرآباد، دهستان شرقی، ۵۰ کیلومتری جنوب شرق جهلو، ۱۰ کیلومتری شرق روستای درک واقع شده و این اثر در تاریخ ۲۶ اسفند ۱۳۸۷ با شمارهٔ ثبت ۲۵۸۵۹ به‌عنوان یکی از آثار ملی ایران به ثبت رسیده است.